# André Rivoire

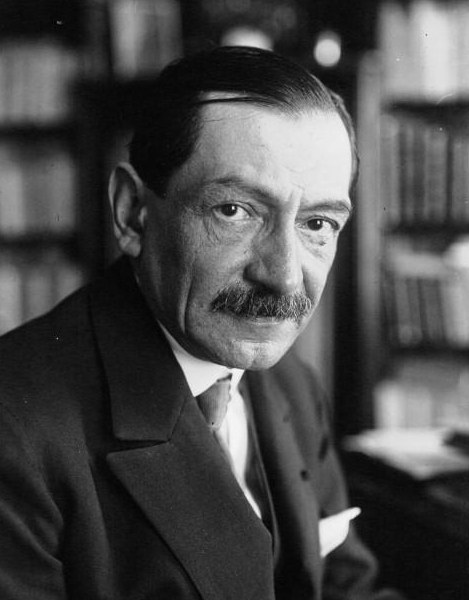
André Rivoire 1922.

André Rivoire, född den 5 maj 1872 i Vienne, Isère, död den 19 augusti 1930 i Paris, var en fransk skald.
Rivoire var 1897–1912 redaktionssekreterare i La revue de Paris. Han var även teaterkritiker i L’écho de Paris och Le Temps. Han gjorde sig känd som en lyriker med delikat form och mild, melankolisk känslighet. Detta framgår av diktsamlingarna Les vierges (1895), Le songe de l’amour (1900, utökad upplaga 1906), Le chemin de l’oubli (1905), och versdramerna Il était une bergère... (1905, uppförd i Stockholm 1919 av en fransk trupp) och Le bon roi Dagobert (1908). Han skrev vidare teaterstyckena Mon ami Teddy (med Lucien Besnard; "Min vän Teddy", uppförd i Stockholm 1918) och La belle Angevine (med Maurice Donnay).